# Dance You Off
Dance You Off är en singel från 2018 med sångaren Benjamin Ingrosso. Låten är skriven av Mag, Louis Schoorl, K Nita och Benjamin Ingrosso. Låten framfördes i Melodifestivalen 2018 i första deltävlingen där den tog sig direkt till final. Den placerade sig på plats 17 på Svenska singellistan. Låten vann Melodifestivalen 2018 med 181 poäng och slutade på plats 7 i Eurovision Song Contest 2018 med 274 poäng.

## Listplaceringar
| Lista             | Placering |
| ----------------- | --------- |
| Sverigetopplistan | 1         |

## Tävlingsplaceringar
| Lista                        | Placering |
| ---------------------------- | --------- |
| Melodifestivalen 2018        | 1         |
| Eurovision Song Contest 2018 | 7         |